# Sunday Silence
Sunday Silence (25. März 1986 – 19. August 2002) war ein englischer Vollbluthengst. Er wurde auf der Stone Farm in Kentucky von Halo aus der Wishing Well gezogen. Er war ein herausragendes Rennpferd in den USA und lieferte sich mit dem ebenbürtigen Easy Goer eines der bedeutendsten Duelle der Galoppsportgeschichte. Als Deckhengst katapultierte er danach die japanische Vollblutzucht fast im Alleingang an die Weltspitze und wurde einer der bedeutendsten Vererber aller Zeiten.

## Abstammung und Aufzucht
Obwohl sein Vater Halo (1969–2000) heute als sehr bedeutender Vererber angesehen wird, attestierte man Sunday Silence auf Grund seiner schwachen Mutterlinie eine schlechte Abstammung. Er litt außerdem deutlich an Kuhhessigkeit (hintere X—Beine) und erbte von seinem Vater einen extrem menschenfeindlichen Charakter. Der bekannte Vollblutexperte Ted Keefer war entsetzt, als er Sunday Silence zum ersten Mal sah, und empfahl nicht nur das Fohlen, sondern auch die Mutter dem Schlachter. Im Alter von 8 Monaten erkrankte Sunday Silence an einer lebensgefährlicher Darmkrankheit. Als Jährling konnte er auf der Keeneland-Auktion 1987 in Saratoga Springs (New York) nur in der Sektion für minderwertige Jährlinge aufgeboten werden. Dort bereitete er große Probleme bei der Vorführung und wurde schließlich von Arthur Hancock III, dem Besitzer der Stone Farm, für 17.000 Dollar dem aus dem Ölgeschäft stammenden Züchter Tom Tatham nur deswegen abgekauft, um einen Image schädigenden Ramschpreis zu vermeiden. Man versuchte daraufhin erfolglos das ungewollte Pferd in Kalifornien wieder loszuwerden. Immerhin konnte man Charles Whittingham, dem führende Trainer an der Westküste, einen 50-%-Anteil an Sunday Silence und der Stute Heavenly Call, ebenfalls von Halo und vom selben Züchter wie Sunday Silence, für 50.000 Dollar verkaufen. Whittingham zahlte jedoch nicht in bar, sondern mit Trainingsleistungen für Pferde von Hancock. Beim Rücktransport von Kalifornien nach Kentucky erlitt der Fahrer des LKWs einen tödlichen Herzinfarkt mit einem schweren Verkehrsunfall als Folge. Sunday Silence erlitt dabei schwere Blessuren aber keine Brüche. Er litt jedoch für einige Zeit am Wobbler-Syndrom. Nach der Entlassung aus der Pferdeklinik wurde er im Charakter etwas sanfter, er blieb jedoch zeitlebens ein Menschenfeind, vor dem sich auch mit ihm vertraute Personen stets in acht nehmen mussten. Als er sich von seinen Verletzungen erholt hatte, nahm Whittingham Sunday Silence zu sich nach Kalifornien ins Training und verkaufte die Hälfte seines 50% Anteils für 50.000 Dollar an den befreundeten Arzt Ernest Gaillard. Im Rennstall entwickelte sich Sunday Silence zum Schrecken der Arbeitsreiter. Bill Shoemaker, einer der erfolgreichsten Jockeys aller Zeiten und damals erster Jockey am Stall von Whittingham, schrie nach einem Proberitt zu diesem: "Don't ever put me on that crazy son of a bitch again, send him back to a farm and get him broke!". Letztlich war Whittingham der einzige der an eine Zukunft von Sunday Silence als Rennpferd glaubte, und in Pat Valenzuela fand er einen talentierten, hungrigen Jungjockey, der mit dem Pferd umgehen konnte.

## Der Weg zum Derby
Am 30. Oktober 1988 konnte Sunday Silence schließlich zum ersten Mal in einem Maiden-Rennen über 1300 Meter auf der heimischen Rennbahn Santa Anita Park herausgebracht werden und erzielte nur knapp geschlagen einen guten 2. Platz. Das zweite Maiden-Rennen über 1200 Meter auf dem Hollywood Park Racepark am 13. November gewann er dann schon überlegen mit 10 Längen  Vorsprung. Das Jahr 1988 beendete Sunday Silence dann mit einem guten 2. Platz in einem Altersgewichtrennen hinter Houston, einem Sohn des Triple Crown Gewinners Seattle Slew, der in der weiter oben erwähnten Keeneland-Auktion mit 2,9 Mio. Dollar den zweithöchsten Preis erzielte, während die 17.000 Dollar für Sunday Silence der drittschlechteste Preis von 122 angebotenen Jährlingen waren. Diese nur sehr knappe Niederlage gegen eine der großen Derby-Hoffnungen zog erste Kaufinteressenten für den Hengst an, zumal man wusste, dass Whittingham die Zweijährigen-Rennen nur dazu benutzte, um seine Pferde mit der Rennbahn vertraut zu machen. Laut Hancock wurden ihm bis zu 1 Mio. Dollar geboten. Whittingham empfahl jedoch die Ablehnung der Kaufofferten. Angesichts der wenig hoffnungsvollen Vorgeschichte war man mit der Entwicklung mehr als zufrieden und der Traum vom Derby nahm konkrete Gestalt an.
Sunday Silence begann die Dreijährigen-Saison am 2. März 1989 mit einem überlegenen Sieg in einem weiteren Altersgewichtsrennen über 1300 Meter im heimischen Santa Anita Park. Auf derselben Rennbahn ging es dann am 19. März in die erste Derby-Vorprüfung, den San Felipe Stakes (Gruppe II). Hier zeigte Sunday Silence eine seiner großen Stärken: Störungen des Rennverlaufs machten ihm wenig aus. Er stolperte beim öffnen der Startmachine und kam fast zu Fall, siegte aber dennoch mit knapp zwei Längen Vorsprung. Am 8. April gewann er schließlich überlegen mit 11 Längen Vorsprung das Santa Anita Derby (Gruppe I), die wichtigste Derby-Vorprüfung der Westküste. Der bis dahin ungeschlagene Favorit Houston endete auf einem enttäuschenden 5. Platz. Nun träumte die ganze Westküste von einem Triumph beim Kentucky Derby.

## Das Duell mit Easy Goer
An der Ostküste blickte man der Herausforderung der Westküste mit Gelassenheit entgegen, ja man kann sagen, sie kam gerade recht, denn mit dem edel gezogenen Easy Goer glaubte man das beste Pferd des Jahrzehnts zu haben, wenn nicht mehr. Der mächtige Fuchs galt als Reinkarnation des legendären Secretariat und seine raumgreifende Galoppade zog jeden in den Bann. Die Experten wählten ihn zum besten Zweijährigen des Jahres 1988 und auf dem Weg zum Derby zerstörte er regelrecht die Konkurrenz in den Swale Stakes (Gruppe III), Gotham Stakes (Gruppe II) und dem Wood Memorial (Gruppe I). Besonders sein 13 Längen Sieg in den Gotham Stakes, bei dem er auch noch ein erhebliches Aufgewicht tragen musste, blieb in nachhaltiger Erinnerung. Er lief dabei die schnellste Zeit über die Meile auf Sand, die bis heute ein dreijähriges Pferd je gelaufen ist, nur 0,2 Sekunden langsamer als der bis heute gültige Weltrekord von Dr. Fager. Auch Arthur Hancock, der Mehrheitsbesitzer von Sunday Silence rechnete sich bestenfalls einen zweiten Platz für sein Pferd aus. Einzig der eher als zurückhaltend geltende Trainer Charlie Whittingham bekräftigte zur Freude der Fans von der Westküste seine Ansicht, dass für ihn Sunday Silence der klare Favorit sei.
Schon in den Triple Crown Rennen des Jahres 1955 gab es eine große Rivalität zwischen Ost- und Westküste. Nashua vertrat dabei Ost- und Swaps die Westküste. Sogar verfilmt wurde das Duell zwischen Seabiscuit (Westküste) und War Admiral (Ostküste), die allerdings nicht in den allesamt von War Admiral gewonnenen Triple Crown Rennen, sondern in einem Match Race ausgetragen wurde, als beide Pferde schon 5 bzw. 4 Jahre alt waren.
Zur regionalen Rivalität und zum Gegensatz zwischen billigem und teurem Rennpferd kam beim Sunday Silence und Easy Goer noch die Rivalität zwischen den beiden Besitzern Arthur Hancock III und Ogden Phipps hinzu. Ogden Phipps sprach sich beim Tode von Hancocks Vater 1972 dafür aus, nicht dessen ältesten Sohn Arthur, sondern dessen damals erst 23 Jahre alten und 6 Jahre jüngeren Bruder Seth die Leitung der Claiborne Farm, Amerikas erste Adresse in der Vollblutzucht, zu übertragen. Arthur Hancock verkaufte daraufhin seinen Anteil an der Claiborne Form und baute nur wenige Kilometer entfernt die Stone Farm auf.
Vor dem Kentucky Derby am 6. Mai 1989 regnete es intensiv, so dass dieses Rennen zum ersten Mal seit 31 Jahren wieder auf aufgeweichtem Geläuf stattfand. Genau unter solchen Bedingungen hatte Easy Goer bereits 1988 den Breeders' Cup Juvenile, das wichtigste Rennen für Zweijährige in den USA, verloren. Die Wetter ignorierten dieses Indiz und machten Easy Goer mit einer Quote von 1,8 zum klaren Favoriten vor Sunday Silence mit 4,1 in einem Feld von 15 Pferden. Letzten Endes kam Easy Goer nicht mit den schwierigen Bodenverhältnissen zurecht. Sunday Silence bereitete statt dem Geläuf seine Unreife die größeren Probleme. Er war in insgesamt drei Rempeleien verwickelt. Zuerst beim Start, dann beim Einsortieren des Feldes nach dem Start und schließlich zu Beginn der Zielgeraden. Wie aber schon weiter oben vergemerkt, machten ihm solche Störungen des Rennverlaufs nur wenig aus. Viel mehr machte ihm das Geschrei der Zuschauer beim Zieleinlauf zu schaffen. Sein Reiter Pat Valenzuela konnte ihn kaum gerade halten und er lief im Zickzack über die Zielgerade. Dennoch konnte Sunday Silence das Rennen sicher mit 2,5 Längen Vorsprung gewinnen. Easy Goer schaffte auf den letzten Metern noch ganz knapp den 2. Platz.
An der Ostküste wollte man dieses Ergebnis nicht akzeptieren und sann auf Revanche zwei Wochen später in den Preakness Stakes, der zweiten Etappe der Triple Crown. Beide Pferde präsentierten sich in Topform und auch das Geläuf befand sich in einwandfreiem Zustand. Hier sollte es zu einem historischen Rennen kommen, das die meisten Anwesenden als das beste ihres Lebens bezeichneten. Wie im Derby zwei Wochen zuvor übernahm zunächst Sunday Silence' alter Rivale Houston die Führung, Sunday Silence an 4. und Easy Goer an 6. Position nicht weit dahinter. Auf der Gegengerade griff zunächst Sunday Silence an, der wiederum am Ende der Gegengerade von Easy Goer angegriffen und dabei so zwischen Houston und Easy Goer eingezwängt wurde, dass er außer Tritt geriet und zurückfiel. Für jedes normale Pferd wäre an dieser Stelle das Rennen gelaufen gewesen, aber Sunday Silence ging im Schlussbogen sofort zum Gegenangriff über. Hier zeigte Sunday Silence seine zweite große Stärke: Er konnte in den Bögen deutlich schneller galoppieren als sein großer Rivale, selbst wenn er dabei weiter außen einen deutlich weiteren Weg gehen musste. Ausgangs des Schlussbogens befanden sich beide Pferde schließlich gleichauf und es entwickelte sich bis zum Ziel ein erbittertes Duell, in dem die Führung ständig hin und her wechselte. An der Innenseite ließ Sunday Silence seinem Rivalen dabei nur sehr wenig Platz, wogegen das Lager von Easy Goer nach dem Rennen vergeblich Protest einlegte. Am Ende entschied das Zielfoto ganz knapp zu Gunsten von Sunday Silence. Es war der knappste Ausgang in der Geschichte der Preakness Stakes, und es wurde die zweit- bzw. drittschnellste Zeit aller Zeiten gelaufen, je nachdem wie man die Zeit von Secretariat bewertet, bei dessen Sieg 1973 die Zeitnahme nicht richtig funktionierte.
Drei Wochen später später kam es in den Belmont Stakes zum dritten Aufeinandertreffen der beiden Rivalen. Da es im Vorfeld wieder regnete, fiel dieses Mal Sunday Silence die Favoritenrolle zu. Easy Goer hatte allerdings im Belmont Park Heimrecht, denn er wurde dort trainiert. Außerdem ist das Oval deutlich größer und die Krümmung der beiden Bögen damit deutlich geringer als vorher in Churchill Downs und Pimlico, so dass Sunday Silence keinen solch großen Vorteil mehr im Schlussbogen hatte. Entscheidend für den klaren Sieg von Easy Goer im abschließenden Rennen der Triple Crown, dürfte jedoch gewesen sein, dass sich Sunday Silence bei einem besonders bösartigen Angriff auf seinen Trainer Charlie Whittingham einige Tage vor dem Rennen selber am Huf verletzte (siehe Video-Link weiter unten). Easy Goer lief bei seinem überragenden Sieg die zweitschnellste Zeit aller Zeiten nach Secretariat in den Belmont Stakes, während Sunday Silence 8 Längen zurück gerade noch den zweiten Platz retten konnte.
Jetzt musste der Breeders' Cup Classic, damals das mit 3 Mio. Dollar höchstdotierte Rennen der Welt. entscheiden, wer von beiden das Pferd des Jahres 1989 werden sollte. Auf dem Weg dorthin gingen beide Pferde getrennte Wege. Easy Goer legte mit Siegen im Whitney Handicap, den Travers Stakes, den Woodward Stakes und dem Jockey Gold Cup, alles Gruppe I Rennen, eine bis heute einzigartige Siegesserie hin, in denen er den besten Pferden seiner Zeit mit Ausnahme von Sunday Silence nicht den Hauch einer Chance ließ. Sunday Silence' Weg zum Breeders' Cup war weitaus weniger spektakulär. Er musste sich erst von den Strapazen der Triple Crown Rennen und vor allem der vor den Belmont Stakes erlittenen Hufverletzung erholen, so dass er erst 6 Wochen nach den Belmont Stakes in den Swaps Stakes (Gruppe II) mit einem 2. Platz ein enttäuschendes Comeback gab. Nach weiteren 2 Monaten Pause und 6 Wochen vor dem Breeders' Cup zeigte sich Sunday Silence dann aber im Super Derby (Gruppe I) nicht nur bestens erholt, sondern auch noch zusätzlich deutlich gereift. Er segelte regelrecht durch das Feld und gewann überlegen mit 6 Längen Vorsprung, ohne auch nur ein bisschen angefasst zu werden. Das Rennen schaute eher wie ein Trainingslauf aus, obwohl mit Awe Inspiring immerhin das im Kentucky Derby von Easy Goer nur knapp auf den 3. Platz verwiesene Pferd am Start war. In Anerkennung dieser Leistung wurde Sunday Silence Jahrzehnte später als Gründungsmitglied in die lokale Louisiana Downs Racing Hall of Fame aufgenommen.
Obwohl auch Easy Goer 4 Wochen Pause vor dem entscheidenden Breeders' Cup Rennen hatte, unkte Charlie Whittingham vor dem Rennen, das dieser das schwere Programm nicht vollständig weggesteckt haben dürfte, und Whittingham sollte Recht behalten. Easy Goer kam schon mit 6 Längen Rückstand auf Sunday Silence schlecht vom Start weg. Auf der Gegengerade konnte er zwar dann sein überlegenes Galoppiervermögen ausspielen und seinen Rivalen bedrängen aber nicht überholen. Im Schlussbogen spielte wiederum Sunday Silence seine große Stärke aus und konnte bis zum Erreichen der Zielgerade einen entscheidenden Vorsprung auf seinen Rivalen herausholen. Easy Goer kam zwar mit einem verzweifelten Endspurt auf der Zielgerade noch bis auf einen Hals an Sunday Silence heran, das aber nur deshalb weil der Reiter von Sunday Silence in Anbetracht des sicheren Abstandes sein Pferd überhaupt nicht mehr anfasste. Nach diesem Sieg wurde Sunday Silence mit 223 von 242 von den Turf-Journalisten zähneknirschend zum Pferd des Jahres gewählt. Diese betonten allerdings, dass sie nicht das beste Pferd, sondern das erfolgreichste Pferd wählen mussten.
Vierjährig erwartete die Öffentlichkeit eine Fortsetzung des spektakulären Duells. Sunday Silence begann auch standesgemäß die Saison mit einem Sieg in den Californian Stakes (Gruppe I), erlitt dann allerdings am 24. Juni 1990 im Hollywood Gold Cup eine Sehnenverletzung, die seine Rennkarriere beendete. Easy Goers Rennkarriere endete zwei Wochen später ebenfalls verletzungsbedingt nach einem Sieg im Suburban Handicap (Gruppe I). Sunday Silence wurde 1996 in das National Museum of Racing and Hall of Fame aufgenommen und Easy Goer folgte ihm ein Jahr später. In der Liste der 100 besten amerikanischen Rennpferde des 20. Jahrhunderts wurde Sunday Silence auf den 31. und sein Rivale knapp dahinter auf den 34. Platz eingestuft.

## Verkauf nach Japan
Nach dem Ende seiner Rennkarriere war geplant, Sunday Silence als Nachfolger seines Vaters Halo auf Hancocks Stone Farm aufzustellen. Um Preis und Risiko erschwinglich zu halten, wurde der Hengst als Syndikat mit 40 Anteilen zum Preis von $ 250.000 angeboten. Es wurden jedoch nur 3 Anteile gezeichnet. Außerdem waren nur wenige amerikanische Züchter bereit, die ausgerufene Decktaxe von $ 50.000 zu bezahlen. Nun trat aus Japan Zenya Yosida auf den Plan. Er hatte bereits Ende 1989 die Hälfte von Hancocks 50-%-Anteil an dem damals noch aktiven Rennpferd für 2,5 Mio. Dollar erworben. Er bot an, die restlichen 75 % für 7,5 Mio. Dollar zu übernehmen und die beretis erworbenen Deckrechte mit 1 Mio. Dollar abzufinden. Insgesamt zahlte Yosida also 11 Mio. Dollar. In Japan wiederum syndikatisierte Yosida den Hengst für 60 Anteile zu ja $ 300.000, wobei er 30 Anteile für seine Shadai Farm behielt, wo der Hengst aufgestellt wurde. Yosida zahlte also für die Hälfte des Hengstes letztlich nur 2 Mio. Dollar. 

## Zuchtlaufbahn
Sunday Silence war ein sofortiger Erfolg in der Zucht. Bereits als sein erster Jahrgang drei Jahre alt war, gewann er das japanische Deckhengst-Championat. Mit nur 11,5 Zuchtjahrgängen holte er 13 Mal dieses Championat und übertraf damit den Rekord von Northern Taste von 11 Championaten. Zu dieser Zeit hatte der japanische Pferderennsport noch einen vergleichsweise insularen Charakter, was dazu führte, dass sich Sunday Silence’ Zuchterfolg zunächst auf Japan beschränkte. Seine Nachkommen haben jedoch in den letzten Jahren große Rennen auf der ganzen Welt gewonnen, beispielsweise in Australien, Frankreich, Großbritannien, Hongkong, den Vereinigten Staaten und Dubai. Anne Peters von The Blood Horse sagt, dass Sunday Silence in Japan seinen idealen Genpool fand.
In der Liste der 100 besten amerikanischen Rennpferde des 20. Jahrhunderts steht Sunday Silence auf Platz 31.

### Erfolgreiche Nachkommen
| Gefohlt | Name              | Geschlecht | Major Wins                                                                                 |
| 1992    | Fuji Kiseki       | Hengst     | Asahi Hai Futurity Stakes                                                                  |
| 1992    | Genuine           | Hengst     | Satsuki Shō, Mile Championship                                                             |
| 1992    | Dance Partner     | Stute      | Yūshun Himba, Queen Elizabeth II Cup                                                       |
| 1992    | Tayasu Tsuyoshi   | Hengst     | Tokyo Yūshun                                                                               |
| 1993    | Bubble Gum Fellow | Hengst     | Asahi Hai Futurity Stakes, Tennō Shō                                                       |
| 1993    | Dance in the Dark | Hengst     | Kikuka Shō                                                                                 |
| 1994    | Silence Suzuka    | Hengst     | Takarazuka Kinen                                                                           |
| 1994    | Stay Gold         | Hengst     | Hong Kong Vase, Dubai Sheema Classic                                                       |
| 1995    | Special Week      | Hengst     | Tokyo Yūshun, Japan Cup, Tennō Shō                                                         |
| 1996    | Admire Vega       | Hengst     | Tokyo Yūshun                                                                               |
| 1996    | To the Victory    | Stute      | Queen Elizabeth II Cup                                                                     |
| 1997    | Agnes Flight      | Hengst     | Tokyo Yūshun                                                                               |
| 1997    | Air Shakur        | Hengst     | Satsuki Shō, Kikuka Shō                                                                    |
| 1998    | Agnes Tachyon     | Hengst     | Satsuki Shō                                                                                |
| 1998    | Manhattan Cafe    | Hengst     | Kikuka Shō, Arima Kinen, Tennō Shō                                                         |
| 1999    | Durandal          | Hengst     | Mile Championship, Sprinters Stakes                                                        |
| 1999    | Gold Allure       | Hengst     | February Stakes                                                                            |
| 2000    | Neo Universe      | Hengst     | Satsuki Shō, Tokyo Yūshun                                                                  |
| 2000    | Still in Love     | Stute      | Oka Shō, Yūshun Himba, Shūka Shō                                                           |
| 2000    | Zenno Rob Roy     | Hengst     | Japan Cup, Arima Kinen, Tennō Shō                                                          |
| 2001    | Daiwa Major       | Hengst     | Mile Championship, Yasuda Kinen, Satsuki Shō, Tennō Shō                                    |
| 2001    | Dance in the Mood | Stute      | Oka Shō                                                                                    |
| 2001    | Hat Trick         | Hengst     | Mile Championship, Hong Kong Mile                                                          |
| 2001    | Heart’s Cry       | Hengst     | Dubai Sheema Classic, Arima Kinen                                                          |
| 2001    | Suzuka Mambo      | Hengst     | Tennō Shō                                                                                  |
| 2002    | Deep Impact       | Hengst     | Satsuki Shō, Tokyo Yūshun, Kikuka Shō, Japan Cup, Arima Kinen, Takarazuka Kinen, Tennō Shō |
| 2003    | Matsurida Gogh    | Hengst     | Arima Kinen                                                                                |

### Vater von Vatertieren

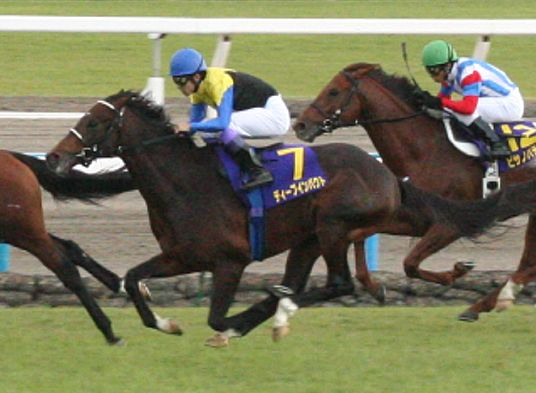
Deep Impact siegt beim Kikuka Sho 2005

Zahlreiche Söhne von Sunday Silence wurden bedeutende Beschäler, mindestens sechzehn seiner Söhne haben Gruppe I-Sieger gezeugt.
- Fuji Kiseki zeugte Kane Hekili, Sun Classique (Dubai Sheema Classic), Isla Bonita (Satsuki Shō) und Straight Girl (Victoria Mile, Sprinters Stakes).
- Dance in the Dark zeugte Delta Blues (Melbourne Cup)
- Stay Gold zeugte Orfevre, Gold Ship, Dream Journey (Takarazuka Kinen, Arima Kinen), Nakayama Festa, Fenomeno (Tennō Shō), Oju Chosan (Nakayama Grand Jump, Nakayama Daishogai), Red Reveur (Hanshin Juvenile Fillies) and Admire Lead (Victoria Mile).
- Divine Light zeugte Natagora.
- Special Week zeugte Toho Jackal (Kikuka Sho), Buena Vista and Cesario (Yūshun Himba, American Oaks, dam of Epiphaneia).
- Manhattan Cafe zeugte Grape Brandy (February Stakes), Hiruno d'Amour (Tenno Sho), Jo Cappuccino (NHK Mile Cup) Red Desire (Shuka Sho) and Queens Ring (Queen Elizabeth II Commemorative Cup).
- Neo Universe zeugte Unrivaled (Satsuki Shō), Logi Universe (Tokyo Yūshun) and Victoire Pisa. Victoire Pisa in turn sired the Oka Sho winner Jeweler.
- Zenno Rob Roy zeugte Saint Emilion (Yūshun Himba)
- Daiwa Major zeugte Curren Black Hill (NHK Mile Cup) and Major Emblem (Hanshin Juvenile Fillies)
- Hat Trick sired Dabirsim and King David (Jamaica Handicap).
- Deep Impact zeugte Gentildonna, Kizuna, Harp Star, A Shin Hikari, Makahiki, Beauty Parlour (Poule d'Essai des Pouliches), Ayusan (Oka Sho), Verxina (Victoria Mile), Tosen Ra (Mile Championship), Mikki Isle (NHK Mile Cup), Spielberg (Tennō Shō), Lachesis (Queen Elizabeth II Commemorative Cup), Danon Shark (Mile Championship), Shonan Adela (Hanshin Juvenile Fillies), Danon Platina (Asahi Hai Futurity Stakes), Real Impact (George Ryder Stakes), Mikki Queen (Yūshun Himba, Shuka Sho), Marialite (Queen Elizabeth II Cup), Real Steel (Dubai Turf), Sinhalite (Yūshun Himba), Vivlos (Shuka Sho) and Satono Diamond (Kikuka Sho, Arima Kinen).
- Suzuka Phoenix zeugte Meiner Ho O (NHK Mile Cup)
- Gold Allure zeugte Espoir City (Japan Cup Dirt, February Stakes), Copano Rickey (February Stakes) and Gold Dream (February Stakes).
- Heart’s Cry zeugte Just A Way, Admire Rakti, Nuovo Record (Yūshun Himba) and One And Only (Tokyo Yūshun).
- Black Tide zeugte Kitasan Black (Kikuka-shō, Tenno Sho, Japan Cup)
- Suzuka Mambo zeugte Meisho Mambo (Yushun Himba, Shuka Sho, Queen Elizabeth II Cup) and Sambista (Champions Cup)

## Popkultur
In dem Pferderennen-Computerspiel Derby Owners Club von Sega aus dem Jahr 2008 steht Sunday Silence als Zuchthengst zur Verfügung.